# John Comfort Fillmore
John Comfort Fillmore   (Franklin, 4 de febrer de 1843 - Norwich, 14 d'agost de 1898) fou un músic i teòric estatunidenc.
S'educà musicalment a Oberlin (Ohio) i en el Conservatori de Leipzig. Exercí durant molts anys el professorat en diverses ciutats del seu país, senyalant-se com a notable pedagog. Entre altres obres didàctiques publicà una History of Pianoforte Music; Lessons Musical History, i New Lessons of Harmony, basada aquesta última en els sistemes Oettingen i Riemann. Traduí a l'anglès les obres de Riemann Klavierschule i Natur der Harmonk i col·laborà activament amb Alice Cunningham Fletcher en les investigacions d'aquesta última relatives a la música dels indis americans.